# Leanid Kovel'
Leanid Koval' (in bielorusso Леанід Ковель?, in russo Леонид Ковель?, noto anche con la traslitterazione anglosassone Leonid Koval; Smarhon', 29 luglio 1986) è un allenatore di calcio ed ex calciatore bielorusso, di ruolo attaccante, vice tecnico del Smarhon'.

## Caratteristiche tecniche
Calciatore polivalente, è veloce e può ricoprire diversi ruoli: in attacco, sia come centravanti sia come ala su entrambe le fasce, a centrocampo e anche come terzino destro.

## Carriera

### Nazionale
Ha partecipato agli Europei Under-21 del 2009.
Esordisce in nazionale maggiore all'età di 18 anni nella partita contro la Turchia del 18 agosto 2004, risultando il più giovane esordiente della nazionale.

## Palmarès

### Club
- Campionato bielorusso: 1

Dinamo Minsk: 2004
- Coppa di Bielorussia: 1

Minsk: 2012-2013